# Blokkenmakerij
Een blokkenmakerij was een (timmermans)werkplaats waar door een blokmaker niet alleen blokken, maar vaak ook ander scheepstoebehoren werd gemaakt. 

## Geschiedenis

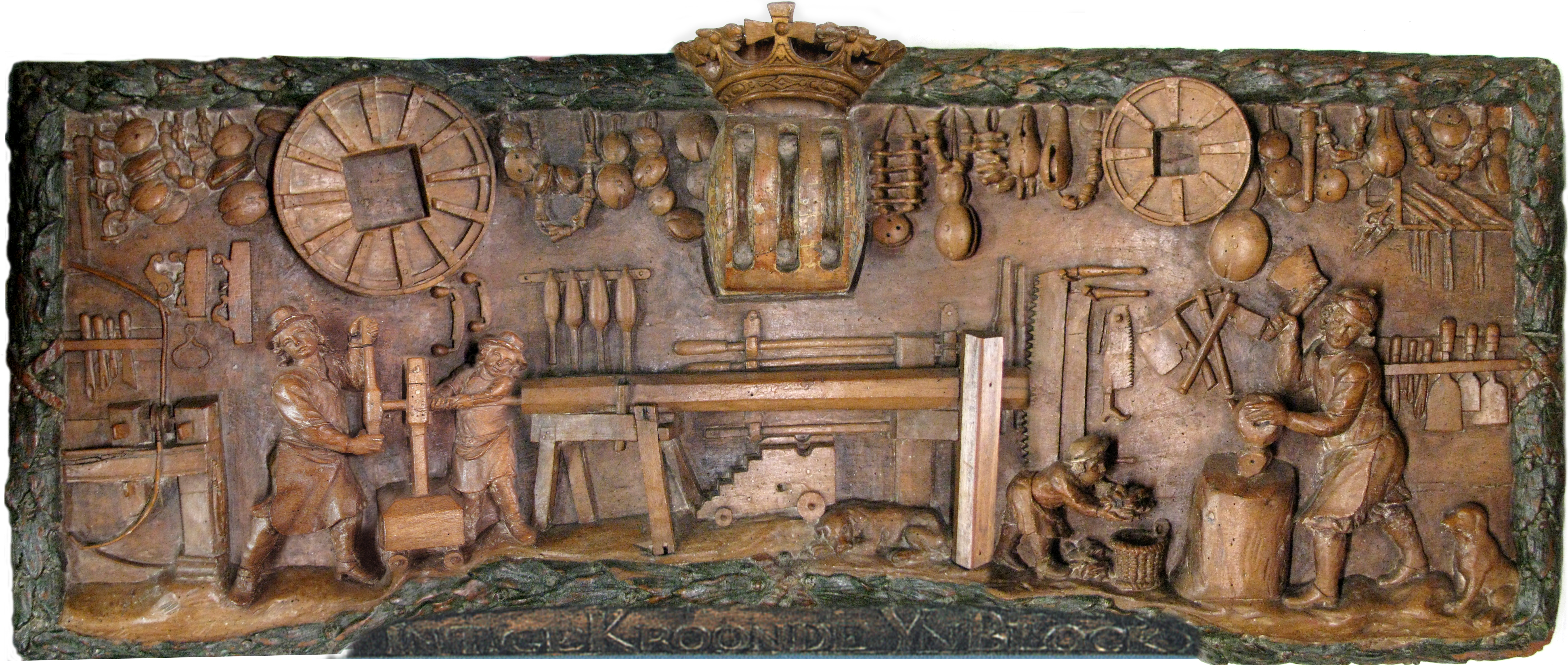
Gevelbord van een blokkenmakerij aan de Leuvehaven te Rotterdam (1694)

Bij het ontstaan van de scheepstimmerwerven vóór de VOC-tijd, en bij de bouw van kleine schepen, werden alle onderdelen op de werf vervaardigd. Maar al snel werd het blokmaken, met zijn geheel eigen werkwijze en materiaalverwerking, in een apart bedrijf uitgevoerd. Er moeten er honderden zijn geweest, zoals er ook talloze scheepswerven aan de Zaan, het IJ en aan de monding van de Maas hebben bestaan. Veel is er echter niet van bekend, omdat ze in de schaduw van het grote werk bleven. Eén is er bekend gebleven door een prachtig gevelbord: "Int Gekroonde Ynblock", dat ooit hing aan de Leuvehaven te Rotterdam en dat nu deel uitmaakt van de collectie van het Historisch Museum Rotterdam. Met 'Ynblock' wordt hier bedoeld een 'Gijnblock', een drieschijfs blok dat diende om in combinatie met een tweede twee- of drieschijfsblok respectievelijk een halve- of een hele gijn (of jijn) te maken.

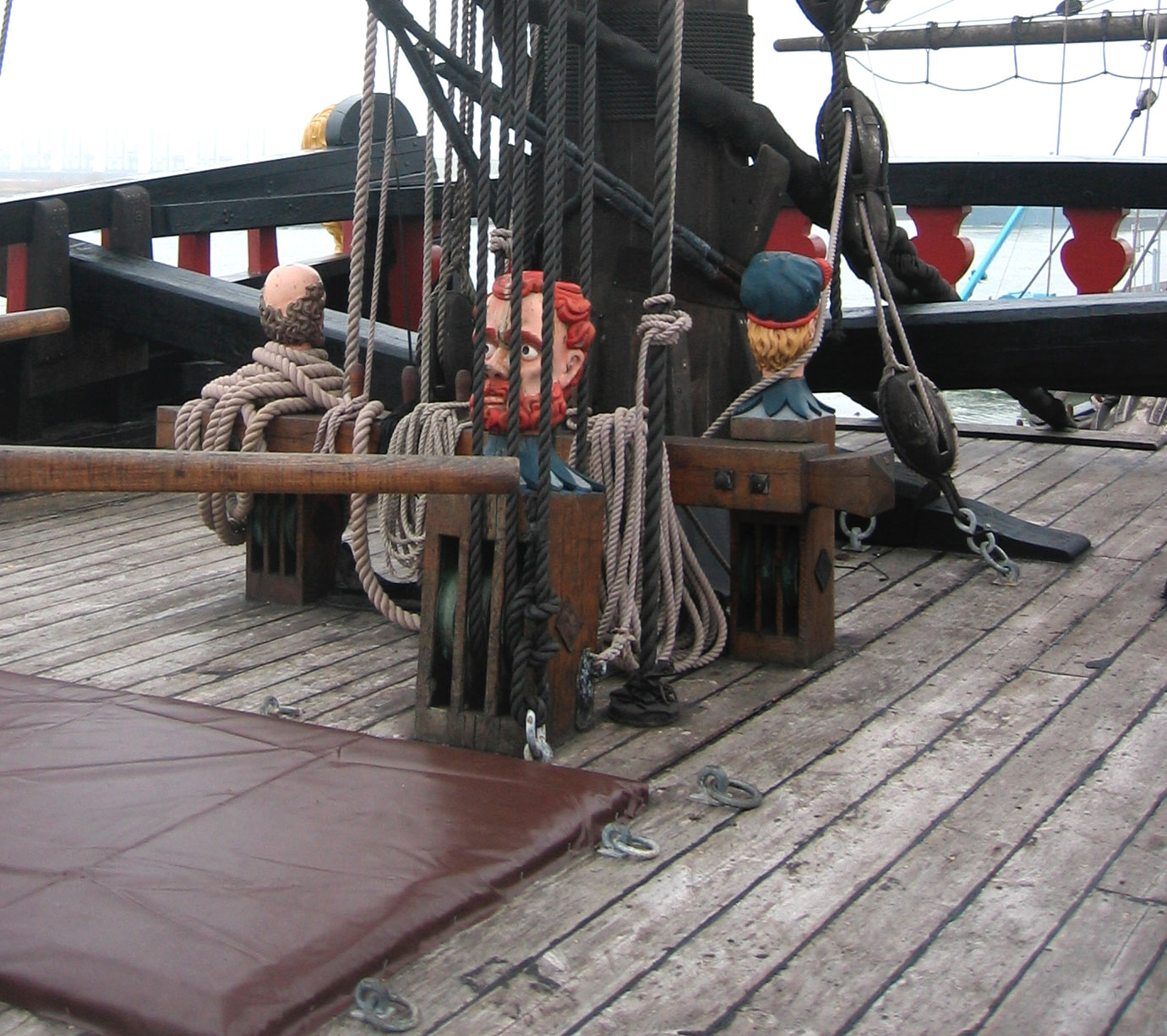
Dekknechten op de Batavia te Lelystad

Op dit gevelbord is te zien dat men niet alléén blokken maakte, maar ook:
- Pompen, boomstammen die men uitboorde, om lekwater uit het ruim te pompen.
- Marsen, of 'kraaiennesten' in gewone taal
- Rolpaarden en toebehoren, zoals pompstokken, kardoeslepels, koevoeten
- Rakken: de bindsels met 'kloten' (grote kralen) om de ra's tegen de mast te houden.

Niet op dit paneel te zien, maar zeker in een blokkenmakerij gemaakt waren korvijnagels en de dekknechten, dikke palen (25 tot 30 cm vierkant) waarvan er meerdere op het dek staan, vastgezet aan de dekbalken. Op de kop was vaak een kop van een god of reus gesneden met daaronder drie schijven. Dekknechten werden gebruikt om zware lasten te takelen, bijvoorbeeld de steng, een bovendeel van een mast.

## Materialen
Hout:
- blokken:	iepen, essen voor het huis; pokhout voor de as en de wielen
- Pompen:	grenen
- Marsen:	eiken, grenen
- Rolpaarden: iepen, eiken
- Rakken:	essen

Hennep
- voor alle touwen

Lijnolie
- om al het houtwerk te impregneren

Pek of teer
- om het touwwerk te impregneren

## Gereedschappen
Behalve het standaardtimmermansgereedschap, zoals schaven, zagen en beitels, werden allerlei ongebruikelijke werktuigen gehanteerd:
- trekzagen
- lepelboren
- schulpboren
- krompasser
- booromslagen
- haalmessen
- draaibank met voetaandrijving